# Eilidh Doyle
Eilidh Doyle, nata Child (Perth, 20 febbraio 1987), è un'ostacolista e velocista britannica.

## Palmarès
| Anno                                  | Manifestazione          | Sede           | Evento      | Risultato  | Prestazione | Note                                     |
| ------------------------------------- | ----------------------- | -------------- | ----------- | ---------- | ----------- | ---------------------------------------- |
| In rappresentanza della Gran Bretagna |                         |                |             |            |             |                                          |
| 2007                                  | Europei under 23        | Debrecen       | 400 m hs    | 5ª         | 57"11       |                                          |
| 2009                                  | Europei under 23        | Kaunas         | 400 m hs    | Argento    | 55"32       |                                          |
| 2009                                  | Mondiali                | Berlino        | 400 m hs    | Semifinale | 56"21       |                                          |
| 2010                                  | Europei                 | Barcellona     | 400 m hs    | 8ª         | 55"51       |                                          |
| 2011                                  | Mondiali                | Taegu          | 400 m hs    | Semifinale | 55"89       |                                          |
| 2012                                  | Europei                 | Helsinki       | 4×400 m     | 4ª         | 3'26"20     |                                          |
| 2012                                  | Giochi olimpici         | Londra         | 400 m hs    | Semifinale | 56"03       |                                          |
| 2012                                  | Giochi olimpici         | Londra         | 4×400 m     | 4ª         | 3'24"76     |                                          |
| 2013                                  | Europei indoor          | Göteborg       | 400 m piani | Argento    | 51"45       |                                          |
| 2013                                  | Europei indoor          | Göteborg       | 4×400 m     | Oro        | 3'27"56     | Record dei campionati · Record nazionale |
| 2013                                  | Mondiali                | Mosca          | 400 m hs    | 5ª         | 54"86       |                                          |
| 2013                                  | Mondiali                | Mosca          | 4×400 m     | Argento    | 3'22"61     |                                          |
| 2014                                  | Mondiali indoor         | Sopot          | 4×400 m     | Bronzo     | 3'27"90     |                                          |
| 2014                                  | World Relays            | Nassau         | 4×400 m     | 7ª         | 3'28"03     |                                          |
| 2014                                  | Europei                 | Zurigo         | 400 m hs    | Oro        | 54"48       |                                          |
| 2014                                  | Europei                 | Zurigo         | 4×400 m     | Bronzo     | 3'24"34     |                                          |
| 2015                                  | World Relays            | Nassau         | 4×400 m     | Bronzo     | 3'26"38     |                                          |
| 2015                                  | Mondiali                | Pechino        | 400 m hs    | 6ª         | 54"78       |                                          |
| 2015                                  | Mondiali                | Pechino        | 4×400 m     | Bronzo     | 3'23"62     |                                          |
| 2016                                  | Europei                 | Amsterdam      | 4×400 m     | Oro        | 3'25"05     |                                          |
| 2016                                  | Giochi olimpici         | Rio de Janeiro | 400 m hs    | 8ª         | 54"61       |                                          |
| 2016                                  | Giochi olimpici         | Rio de Janeiro | 4×400 m     | Bronzo     | 3'25"88     |                                          |
| 2017                                  | Europei indoor          | Belgrado       | 400 m piani | Semifinale | 52"81       |                                          |
| 2017                                  | Europei indoor          | Belgrado       | 4×400 m     | Argento    | 3'31"05     |                                          |
| 2017                                  | World Relays            | Nassau         | 4×400 m     | 4ª         | 3'28"72     |                                          |
| 2017                                  | Mondiali                | Londra         | 400 m hs    | 8ª         | 55"71       |                                          |
| 2017                                  | Mondiali                | Londra         | 4×400 m     | Argento    | 3'25"00     |                                          |
| 2018                                  | Mondiali indoor         | Birmingham     | 400 m piani | Bronzo     | 51"60       | Miglior prestazione personale stagionale |
| 2018                                  | Europei                 | Berlino        | 400 m hs    | 8ª         | 56"23       |                                          |
| 2018                                  | Europei                 | Berlino        | 4×400 m     | Bronzo     | 3'27"40     |                                          |
| 2019                                  | Europei indoor          | Glasgow        | 400 m piani | Semifinale | 53"28       |                                          |
| 2019                                  | Europei indoor          | Glasgow        | 4×400 m     | Argento    | 3'29"55     |                                          |
| In rappresentanza della Scozia        |                         |                |             |            |             |                                          |
| 2010                                  | Giochi del Commonwealth | Nuova Delhi    | 400 m hs    | Argento    | 55"62       |                                          |
| 2014                                  | Giochi del Commonwealth | Glasgow        | 400 m hs    | Argento    | 55"02       |                                          |
| 2018                                  | Giochi del Commonwealth | Gold Coast     | 400 m hs    | Argento    | 54"80       |                                          |
| 2018                                  | Giochi del Commonwealth | Gold Coast     | 4×400 m     | 6ª         | 3'29"18     |                                          |

## Altre competizioni internazionali
2014
- Argento in Coppa continentale ( Marrakech), 400 m hs - 54"42